# Kanton Bourg-Argental
Kanton Bourg-Argental (francouzsky Canton de Bourg-Argental) je francouzský kanton v departementu Loire v regionu Rhône-Alpes. Tvoří ho 8 obcí.

## Obce kantonu
- Bourg-Argental
- Burdignes
- Colombier
- Graix
- Saint-Julien-Molin-Molette
- Saint-Sauveur-en-Rue
- Thélis-la-Combe
- La Versanne